# Ronnie Kasrils
Ronald Kasrils (Ronnie Kasrils) (né en 1938) est un homme politique sud-africain,. Il fut membre du Congrès national africain du 1987 à 2007.

## Biographie
Ses grands-parents étaient des immigrants juifs originaires de Lituanie et de Lettonie qui ont fui les pogroms anti-juifs à la fin du XIXe siècle.
Il soutient la campagne Boycott, désinvestissement et sanctions.

## Publications

### Livres
- Dear Bertrand Russell: Selection of His Correspondence with the General Public, 1950-68 ; publié par George Allen et Unwin, Londres, 1969. Compilé et édité par Ronnie Kasrils et Barry Feinberg.
- Bertrand Russell’s America, his transatlantic travels and writings, Vol 1, 1896 – 1945. George Allen et Unwin, Londres, 1973. Coécrit avec Barry Feinberg.
- Bertrand Russel’s America, 1945 – 1970, Vol 2., Londres 1984, coécrit avec Barry Feinberg.
- Poets to the People édité par Barry Feinberg, publié par George Allen et Unwin, 1974 et Heinemann African Writers Series, Londres, 1980. Comprend une collection de poèmes sous le pseudonyme ANC Khumalo.
- The Archives of Bertrand Russell – a detailed catalogue of the Archives of Bertrand Russel. Une édition limitée publiée par Continuum, Londres, 1967 compilée par Barry Feinberg, Ronnie Kasrils et d’autres.
- Armed and Dangerous – From Undercover Struggle to Freedom – une autobiographie de Ronnie Kasrils. Publié par Heinemann, Royaume-Uni, 1993 ; et Jonathan Ball, Johannesburg, 1998 et révisé en 2004.

### Articles
Ronald Kasrils a écrit de nombreux articles entre 1965 et 1990 sur l’histoire et la lutte politique de l’Afrique du Sud, publiés dans les périodiques de l’ANC et du SACP Sechaba et African Communist ainsi que dans des journaux et revues est-africains et ouest-africains sous les noms de plume « ANC Khumalo », « Alexander Sibeko » et « MK Mtungwa ».
Parmi ceux-ci, on trouve :
- « The Battle of Isandlwana » dans l’African Communist le jour du centenaire de l’événement en 1979 ;
- « The Underground Voice » dans l’African Communist ;
- « Twenty-five Years of Umkhonto weSizwe » dans l’African Communist ;
- « The Red Army’s Victory over Nazi Germany » dans l’African Communist, 1985 ;
- « On Insurrection » dans Sechaba, 1986 ;
- « Clandestine Methods of Struggle », un guide en plusieurs parties, dans umSebenzi, 1987 – 1989 ;
- « For the Sake of our Lives », un mode d’emploi pour créer des unités d’auto-défense populaires, 1991.

À la suite de la levée de l’interdiction des organisations politiques et de la création d’une nouvelle démocratie en Afrique du Sud, Kasrils a continué d’écrire et ses productions sont apparues dans des journaux sud-africains et des revues internationales. À partir de 1994, ses articles sont devenus centrés sur la défense, le développement, les ressources aquifères, la foresterie et le conflit israélo-palestinien. À noter parmi ces derniers :
- « David and Goliath – Who is Who in the Middle East » ; pamphlet publié par l’ANC, 2007 ;
- « The Paradox of Cuito Cuanavale », papier présenté à une réunion à La Havane, avril 2008, lors du vingtième anniversaire de la bataille.